# 邦加
邦加（Bonga）是埃塞俄比亞西南埃塞俄比亚人民州的首府，海拔1714米。根據埃塞俄比亞中央統計局2005年的資料，邦加人口約19,664，其中男性9,088人，女性10,576人。鄰近地區以溫泉、山洞和瀑布聞名。